# 伝法灌頂
伝法灌頂（でんぼうかんじょう）とは、阿闍梨という指導者の位を授ける儀式である。真言宗では、伝法灌頂を受け阿闍梨位を得て、はじめて正式な僧侶と認められる。

## 概要
日本密教では、四度加行（しどけぎょう）という密教の修行を終えた人のみが受けられる。正しくは金胎両部伝法灌頂（こんたいりょうぶ・でんぽうかんじょう）という。ここで「金・胎」とは、中期密教の宇宙的世界観を表す金剛界（こんごうかい）と胎蔵界（たいぞうかい）を意味する。
中国密教、日本密教においては、この灌頂によって密教の奥義がすべて伝授され、弟子を持つこと（教師資格）が許される。また、密教においては仏典だけに捉われず、口伝や仏意などを以て弟子を指導することができることになる。阿闍梨灌頂、または受職灌頂ともいう。